# 阿热莱斯加佐斯特区
阿热莱斯加佐斯特区（法語：Arrondissement de Argelès-Gazost）是法国奧克西塔尼大區上比利牛斯省的一个区。该区辖有87个市镇。 